# Протесты в Тбилиси (2021)
Протесты в Грузии начались 5 июля 2021 года. Их причиной стало гомофобное насилие по отношению к участникам ЛГБТ-мероприятия.
Пострадало несколько десятков журналистов, в том числе оператор телекомпании «Пирвели» Лексо Лашкарава, который позже скончался из-за передозировки наркотическими веществами. Гомофобное насилие вызвало контрпротесты внутри Грузии, а также международное осуждение этих «групп ненависти» и местных властей, которые сделали не достаточно, чтобы взять их под контроль.

## События, предшествующие протестам
16 мая, за день до Международного дня борьбы с гомофобией, трансфобией и бифобией, 15 политических партий, в том числе Единое национальное движение, крупнейшая оппозиционная партия, подписали соглашение «О борьбе с дискриминацией и насилием в отношении ЛГБТК-граждан». Тбилисское представительство ЛГБТ (Tbilisi Pride) охарактеризовало его как «историческое соглашение в Грузии о правах ЛГБТКИ».
16 июня Tbilisi Pride объявил «Неделю гордости», которая должна была пройти с 1 по 5 июля и включать три основных мероприятия: публичный показ британского документального фильма «Марш достоинства» и Pride Fest, March for Dignity 5 июля.
17 июня глава правящей партии «Грузинская мечта» Ираклий Кобахидзе заявил, что «с учётом нынешней ситуации в стране» проведение этих мероприятий «нецелесообразно». Он также добавил, что это его личное мнение.
29 июня Грузинская православная церковь выступила с заявлением, в котором призвала членов рабочей группы Европарламента по вопросам ЛГБТК и руководителей посольств в Грузии «воздержаться от поддержки и поощрения Tbilisi Pride».
Правительство Грузии, отказавшись дать однозначные гарантии соблюдения свободы выражения мнений и свободы собраний, которые охраняются конституцией Грузии (статьи 17 и 21 соответственно), вызвало обеспокоенность международного сообщества в дни, предшествовавшие запланированному Маршу достоинства. По этой причине посольства Европейского Союза, Соединённого Королевства и Соединённых Штатов призвали правительство обеспечить безопасность активистов и дать им возможность провести неделю прайда, как и было запланировано. В открытом письме 28 членов Европейского парламента призвали Вахтанга Гомелаури, министр внутренних дел защитить свободы и права активистов.

## Реакция и мнения
Президент Грузии, Саломе Зурабишвили осудила насилие и посетила раненных журналистов в больнице, выражая свою солидарность.
Ассоциация молодых юристов Грузии, Международное общество справедливых выборов и демократии осудили беспорядки и возложили ответственность за полный провал защиты граждан на правительство.
Международные партнёры Грузии и правозащитные организации во всем мире выразили шок и тревогу в связи с этими событиями, сожалея о том, что правительство не выполнило свою основную задачу по поддержанию конституционно защищённых основных свобод. Денис Кривошеев, представитель Amnesty International, писал: «Вместо того, чтобы спрогнозировать такой поворот событий и обеспечивать надёжный ответ на насилие, правительство задействовало недостаточное количество полицейских, которые реагировали только на насильственные нападения, а не обеспечивали организованную защиту ЛГБТИ активистов». Посольства Австрии, Болгарии, Эстонии, Финляндии, Франции, Германии, Греции, Великобритании, представительство ООН в Грузии, США и Делегация ЕС в Грузии осудили нападения на гражданских активистов и журналистов, а также неспособность лидеров и официальных лиц осудить это насилие. Патриархат Грузии, несмотря на многочисленные радикальные речи и гомофобные проповеди православного духовенства, полностью отрицал свою ответственность и вместо этого обвинил организаторов Марша достоинства в провокации протестов. Спустя несколько дней один из лидеров гомофобных атак, радикально-правый бизнесмен Васадзе обвинил посла США Келли Дегнан в причастности к смерти Лашкаравы. Дегнан ответил, что люди, подстрекавшие к насилию с целью создания нестабильности, «заняты работой, выполняя работу Кремля», распространяя дезинформацию
.
Народная защитница Грузии Нино Ломджария осудила риторику премьер-министра Гарибашвили о том, что протесты являются антигосударственными и антицерковными, назвав их недемократическими и противоречащими правам человека. Кроме того, во время встречи с президентом Зурабишвили она подчеркнула, что преступников следует преследовать за организованное групповое насилие.